# Daphne du Maurier
Daphne du Maurier [ˌdæfni du ˈmɒrieɪ]IPA (přechýleně Daphne du Maurierová, 13. května 1907 Londýn – 19. dubna 1989 Kilmarth, Cornwall) byla anglická spisovatelka, autorka romantických napínavých románů a povídek; ve svém díle často využívala detektivní zápletky a prvky gotického románu, hororu i fantastiky.

## Život
Daphne du Maurier pocházela z umělecké rodiny (její otec Gerald du Maurier byl herec a divadelní producent a děd George du Maurier spisovatel a ilustrátor), vzdělání získala v Paříži a jako finančně nezávislá se věnovala cestování, plachtění a psaní veršů a povídek. Roku 1926 se po rodinné dovolené v Cornwallu rozhodla, že se zde usadí. Cornwall se pak stal místem, kam situovala děj většiny svých příběhů.
Svůj první román, The Loving Spirit (Duch lásky), vydala roku 1931 a získala díky němu pozornost svého budoucího manžela, generála Fredericka Browninga. Provdala se za něho roku 1932 a měla s ním dvě dcery (Tessu a Flavii) a syna Christiana. Manželství však bylo prý občas velmi chladné, což mnozí životopisci přičítají autorčiným údajným sklonům k homosexualitě. Slávu jedné z nejznámějších spisovatelek 20. století jí pak přinesl pirátský román Jamaica Inn (1936, Hospoda Jamajka) a především pak psychologický román s detektivními prvky Rebecca (1938, česky jako Mrtvá a živá). Oba romány zfilmoval Alfred Hitchcock.
Du Maurier je autorkou patnácti románů, tří divadelních her a několika sbírek povídek, z nichž nejznámější je hororový příběh The Birds (Ptáci) z roku 1952 rovněž zfilmovaný Alfredem Hitchcockem. Za své dílo získala celou řadu ocenění, roku 1952 se stala členkou Královské literární společnosti (Royal Society of Literature) a roku 1969 jí byl udělen Řád britského impéria (titul Dame Commander). Žila v ústraní v Cornwallu, ve svém domě zvaném Kilmarth, ležícím poblíž městečka Par, kam se přestěhovala po manželově smrti; v tomto místě také roku 1989 zemřela a byl zde rozptýlen její popel.

## Dílo

### Romány
- The Loving Spirit (1931, Duch lásky), dramatický román o osudu tří generací rodu Coombeů žijících v Cornwallu; autorčina románová prvotina.
- I'll Never Be Young Again (1932, Už nikdy nebudeme mladí), román o přátelství a dobrodružstvích dvou mužů.
- The Progress of Julius (1933, Juliův vzestup), román líčící životní osudy Julia Lévyho, který odmítl stát se knězem a vydal se na životní cestu plnou dobrodružství, která mu přinesla lásku žen, slávu a bohatství.
- Jamaica Inn (1936, Hospoda Jamajka), román, napínavý příběh, odehrávající se v Cornwallu v prvé polovině 19. století, jehož hlavní hrdinkou je odvážná dívka, která se po osiření uchýlí ke svému strýci, majiteli hospody Jamajka, aniž tuší, že její strýc je vůdcem bandy pobřežních lupičů, který se neštítí ani vraždy.
- Rebecca (1938, česky jako Mrtvá a živá), psychologický román s detektivními prvky líčící život mladých manželů ve starém šlechtickém sídle na pobřeží, do něhož ve vzpomínkách sloužících a dalších osob zasahuje první manželova mrtvá žena, což nakonec vede k podezření hrdinky románu na manželův násilný čin a k pátrání po příčinách smrti první ženy.
- Frenchman's Creek (1941, Francouzova zátoka, česky také jako Únik), román, příběh vášnivé lásky vdané ženy, unavené životem ve vysoké londýnské společnosti, k pirátovi z Cornwallu.
- Hungry Hill (1943, Hladový vrch), román o životě pěti generací rodiny Brodricků, jejichž osudy jsou spjaté s měděným dolem na Hladovém vrchu.
- The King's General (1946, Králův generál), historický román s milostnou zápletkou, odehrávající se v Cornwallu v první polovině 17. století v období občanské války v Anglii; česky též jako Generál Jeho Veličenstva.
- The Parasites (1949, Paraziti), román líčící životní příběhy slavného umělce, proslulé tanečnice a jejich tří potomků, z nichž dva pocházejí z předcházejících milostných vztahů.
- My Cousin Rachel (1951, Má sestřenka Ráchel), román o milostném vztahu dívky Ráchel ke dvěma mužům-bratrancům.
- Mary Anne (1954), historický román z přelomu 18. a 19. století o dívce, která se díky své kráse, dravosti a důvtipu propracovala z nejnižších vrstev společnosti až na její vrchol, neboť se stala milenkou králova syna, vévody z Yorku.
- The Scapegoat (1957, Obětní beránek), román založený na záměně anglického staromódního profesora historie a francouzského hraběte, majitele sklárny, pocházejícího z úpadkového venkovského šlechtického rodu. Oba muži jsou si k nerozeznání podobní vzhledem, ale mají naprosto odlišné charaktery.
- Castle Dor (1961, Zlatý hrad), román převádějící slavný příběh o Tristanovi a Isoldě do Cornwallu 19. století, ve kterém hraje významnou roli zřícenina keltského hradiště Zlatý hrad.
- The Glass-Blowers (1963, Skláři, česky jako Uherská královna), historický román z období francouzská revoluce vycházející ze života autorčiných francouzských předků.
- The Flight of the Falcon (1965, Let sokola), román plný tíživé atmosféry neurčitého nebezpečí a neodvratné katastrofy, ve kterém se spojuje současný životní osud průvodce Armina Fabia s pět set let starým životním příběhem hraběte Claudia, přezdívaného Sokol, který brutálně terorizoval obyvatele Arminova rodného města Ruffina.
- The House on the Strand (1969, Dům na pobřeží), román s fantastickými a historickými prvky o účincích halucinogenní drogy.
- Rule Britannia! (1972, Vládni, Británie!), román nazvaný podle stejnojmenné britské vlastenecké písně, odehrávající se v blízké budoucnosti ve Velké Británii za okupace ze strany USA.

### Povídky a novely
- Happy Christmas (1940, Veselé Vánoce), novela.
- Come Wind, Come Weather (1940, Přijď dešti, přijď bouře), sbírka povídek.
- The Apple Tree (1952, Jabloň), sbírka povídek s detektivními a strašidelnými náměty, ve které je obsažen slavný autorčin horror Ptáci o vzpouře ptáků proti lidem; v USA vyšla kniha pod názvem Kiss Me Again, Stranger (Líbej mě ještě, cizinče) a vydání z roku 1963 již nese název The Birds and Other Stories (Ptáci a jiné povídky).
- Early Stories (1959), sbírka raných autorčiných povídek napsaných v letech 1927–1930.
- The Breaking Point (1959), sbírka povídek vydávaná také pod názvem The Blue Lenses.
- The Birds and Other Stories (1963, Ptáci a jiné povídky), vydání autorčiny sbírky povídek The Apple Tree z roku 1952 pod novým názvem.
- Not After Midnight '1971, sbírka povídek (v USA vyšla pod názvem Don't Look Now), česky jako Neohlížej se miláčku a jiné povídky.
- The Rendezvous and Other Stories (1980), sbírka povídek.

### Divadelní hry
- Rebecca (1940, divadelní hra, autorčina vlastní adaptace jejího slavného románu pro uvedení na jevišti.
- The Years Between (1945), divadelní hra o důsledcích světové války, kdy údajně mrtvý důstojník po návratu domů zjistí, že jeho žena mezitím navázala nový milostný vztah s místním farmářem.
- September Tide (1948, divadelní hra o bohémské ženě, do které se zamiluje vlastní zeť.

### Ostatní
- Gerald (1934), životopis autorčina otce napsaný po jeho smrti,
- The du Mauriers (1937, česky jako Modrá krev), biografie autorčiny slavné rodiny,
- The Young George du Maurier (1951, Mladý George du Maurier),
- The Infernal World of Branwell Brontë (1960, Přízračný svět Branwella Brontëa), životopis bratra slavných sester Brontëových (Charlotty, Emily a Anne),
- Vanishing Cornwall (1967, Mizející Cornwall), s fotografiemi jejího syna Christiana,
- Golden Lads: A Study of Anthony Bacon, Francis and their Friends (1975),
- The Winding Stairs: Francis Bacon, His Rise and Fall (1976),
- Growing Pains: The Shaping of a Writer (1977), vydáváno též pod názvem Myself When Young: The Shaping Of A Writer,
- Enchanted Cornwall (1989, Kouzelný Cornwall).

## Filmové adaptace
- Jamaica Inn (1939, Hospoda Jamajka), britský film, režie Alfred Hitchcock,
- Rebecca (1940, česky jako Mrtvá a živá), americký film, režie Alfred Hitchcock, v hlavních úlohách Joan Fontaine a Laurence Olivier,
- Frenchman's Creek (1944), americký film, režie Mitchell Leisen, v hlavní roli Joan Fontaine,
- The Years Between (1946), britský film, režie Compton Bennett,
- Hungry Hill (1947), britský film, režie Brian Desmond Hurst,
- My Cousin Rachel (1952), americký film, režie Henry Koster, v hlavních rolích Olivia de Havilland a Richard Burton,
- The Scapegoat (1959), britský film, režie Robert Hamer,
- Rebecca (1962), americký televizní film,
- The Birds (1963, Ptáci), americký film, režie Alfred Hitchcock,
- Rebecca (1969), italský televizní film, režie Eros Macchi,
- Don't Look Now (1973), americký film, režie Nicolas Roeg, v hlavních rolích Julie Christie a Donald Sutherland,
- Rebecca (1979), britský televizní film, režie Simon Langton,
- My Cousin Rachel (1983), britský televizní seriál, režie Brian Farnham, v hlavní roli Geraldine Chaplinová,
- Jamaica Inn (1983), britský televizní film, režie Lawrence Gordon Clark,
- Rebecca (1997), britský televizní film, režie Jim O'Brien,
- Frenchman's Creek (1998), britský televizní film, režie Ferdinand Fairfax.

## Česká vydání
- Mrtvá a živá, Sfinx, Praha 1939, přeložil Jiří Pober (uveden jako J. B. Suber, resp. Šuber); znovu vydáno 1946.
- Únik, Evropský literární klub, Praha 1947, přeložila Zdeňka Hofmanová, jedná se o román Frenchman's Creek.
- Hospoda Jamaica, Ferdinand Holas, Praha 1947, přeložil Tomáš Vaněk,
- Generál Jeho Veličenstva, Sfinx, Praha 1947, přeložila Zdeňka Hofmanová,
- Přízračný svět Branwella Brontëa, Odeon, Praha 1970, přeložila Eliška Hornátová,
- Mrtvá a živá, Melantrich, Praha 1970, přeložili Jiří a Jaroslava Poberovi, znovu Vyšehrad, Praha 1991, Dialog, Litvínov 1994 a 1996, Baronet, Praha 2007 a Motto, Praha 2012.
- Hospoda Jamajka, Odeon, Praha 1970, přeložil Ladislav Bezpalec, znovu 1972, Dialog, Litvínov 1992 a Baronet, Praha 2010.
- Obětní beránek, Mladá fronta, Praha 1971, přeložil Ladislav Bezpalec, znovu Odeon, Praha 1992 a Dialog, Liberec 2000.
- Dům na pobřeží, Odeon, Praha 1972, přeložila Mariana Stříbrná, znovu Vyšehrad, Praha 1992, Baronet, Praha 2004 a Motto, Praha 2012.
- Zlatý hrad, Československý spisovatel, Praha 1973, přeložili Emanuel a Taťána Tilschovi, znovu 1991 a Baronet, Praha 2004.
- Králův generál, Práce, Praha 1977, přeložila Jarmila Kotíková, znovu Dialog, Litvínov 1992.
- Únik, Dialog, Litvínov 1991, přeložil Petr Novotný, znovu 1995 a 1998.
- Ptáci a jiné povídky, Svoboda, Praha 1991, přeložila Zuzana Mayerová, znovu Mladá fronta, Praha 2010.
- Duch lásky, Baronet, Praha 1992, přeložila Alena Maxová, znovu 2004 a Motto, Praha 2012.
- Vzestup Juliův, Dialog, Litvínov 1993, přeložila Magda Hájková,
- Hladový vrch, Vyšehrad, Praha 1993, přeložila Eva Ruxová, znovu Baronet, Praha 2005.
- Milenec a jiné povídky, Dialog, Litvínov 1994, přeložili Libuše a Luboš Trávníčkovi,
- Mary Anne, Dialog, Litvínov 1994, přeložil Ladislav Smutek,
- Vládni Británie, Dialog, Liberec 1995, přeložila Magda Hájková,
- Má sestřenka Ráchel, Dialog, Liberec 1995, přeložila Magda Hájková, znovu Baronet, Praha 2008.
- Let sokola, Dialog, Liberec 1996, přeložili Libuše a Luboš Trávníčkovi, znovu Baronet, Praha 2010.
- Neohlížej se, miláčku, Dialog, Liberec 1996, přeložili Libuše a Luboš Trávníčkovi, znovu Motto, Praha 2012.
- Paraziti, Dialog, Liberec 1996, přeložila Magda Hájková,
- Uherská královna, Dialog, Liberec 1997, přeložila Magda Hájková, jde o román The Glass-Blowers.
- Líbej mě ještě, cizinče!, Dialog, Liberec 1997, přeložili Libuše a Luboš Trávníčkovi,
- Modrá krev, Dialog, Liberec 1998, přeložila Magda Hájková, jde o autorčinu biografii The du Mauriers.
- Už nikdy nebudeme mladí, Dialog, Liberec 1999, přeložila Libuše Burianová-Hosenöhrlová,
- Generál Jeho Veličenstva, Baronet, Praha 2005, přeložila Jana Pacnerová,
- Francouzova zátoka, Motto, Praha 2013, přeložil Petr Novotný,
- Juliův vzestup, Motto, Praha 2014, přeložil Petr Novotný.

## Audiokniha
V červenci 2021 vydali pražští OneHotBook 2CD audioverzi Mrtvé a živé, se stopáží přes 17 hodin, ve formátu MP3; v režii Jitky Škápíkové jej načetla Lucie Pernetová; překlad Slávka Poberová.